# Köröstarján
Köröstarján (Tărian) település Romániában, a Partiumban, Bihar megyében.

## Fekvése
Nagyváradtól nyugatra, a Sebes-Körös bal partján fekvő település.

## Története
Köröstarján, Tarján a magyar Tarján törzs települése. Nevét 1341-ben említette először oklevél ... de Teryan néven.
1387-ben Tharyan, 1587-ben Taryan, 1588-ban Tharian, 1808-ban Tarjány h., Tarkaje val. néven írták. 1341-ből fennmaradt oklevél szerint Tarjáni Miklós özvegye a Süvegd birtokból őt illető leánynegyed fejében 15 M-t kapott.
A falu birtokosai a Beöthyek voltak, a 20. század elején pedig Tóth László, Csanak József, Cziffra Gerő, Olasz Elemér valamint Stépán István örökösei voltak itt a nagyobb birtokosok.
1851-ben Fényes Elek írta a településről:
Bihar vármegyében, szép rónaságon, 543 római katholikus, 514 óhitű, 22 görög katholikus, 12 református lakossal. A katholikusok közt van 130 német eredetű, ... Katholikus és óhitű templom, csinos urasági épületek. Határa 4000 hold, ... Földesura Beöthy Sándor volt udvari tanácsos.
1910-ben 2234 lakosából 1261 magyar, 972 román volt. Ebből 959 római katolikus, 151 református, 988 görögkeleti ortodox volt. A trianoni békeszerződés előtt Bihar vármegye Központi járásához tartozott.

## Nevezetességek

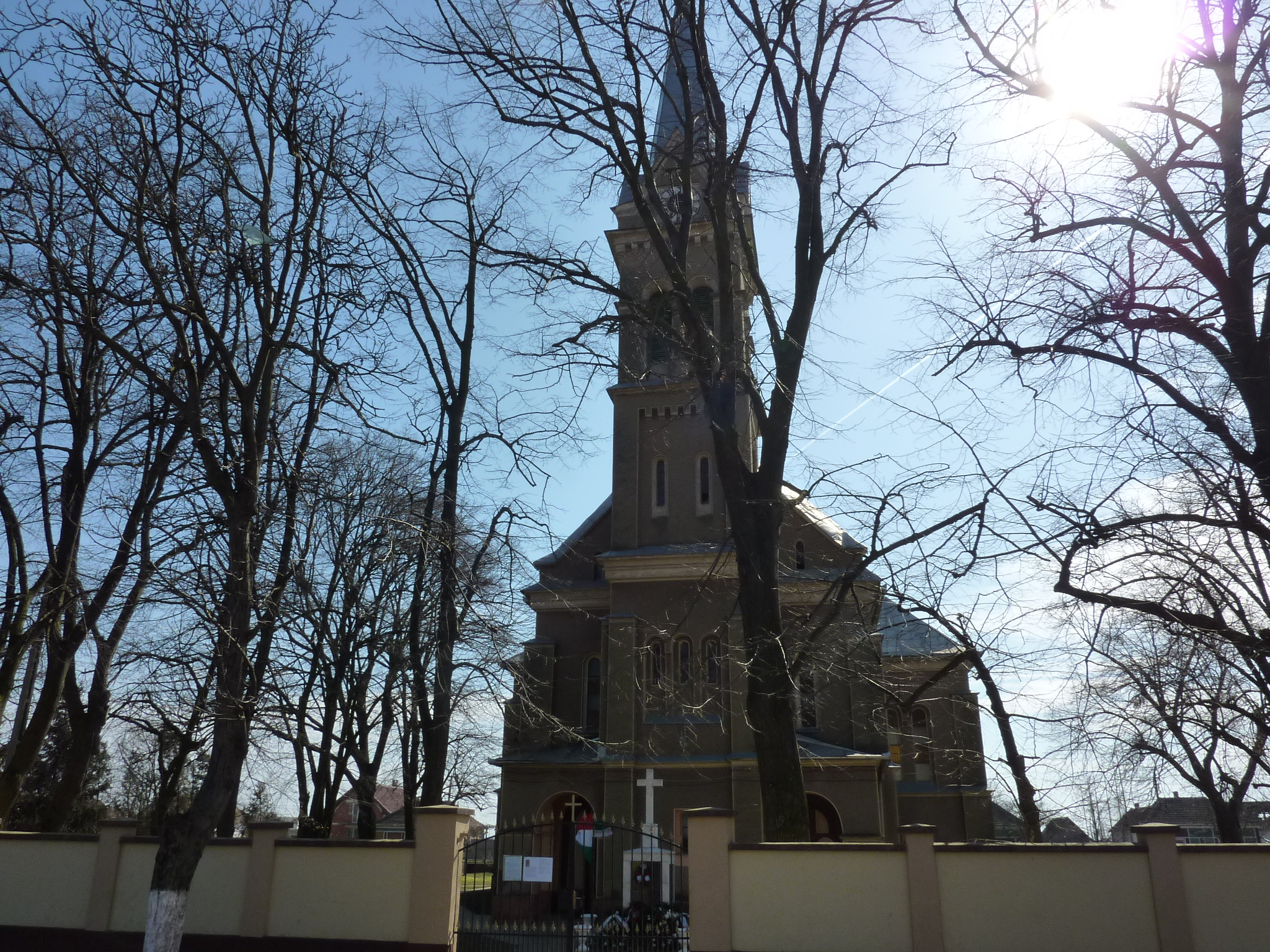
Római katolikus templom

- Római katolikus temploma 1867-ben épült.
- Görögkeleti ortodox temploma 1790-ben épült.